# شاي ستيفنسون
شاي ستيفنسون هو لاعب هوكي الجليد كندي، ولد في 13 سبتمبر 1983 في Outlook, Saskatchewan ‏ في كندا.

## وصلات خارجية
- شاي ستيفنسون على موقع دوري الهوكي الوطني (الإنجليزية)
- شاي ستيفنسون على موقع EliteProspects.com (الإنجليزية)
- شاي ستيفنسون على موقع Eurohockey.com (الإنجليزية)
- شاي ستيفنسون على موقع HockeyDB.com (الإنجليزية)
- شاي ستيفنسون على موقع Hockey-Reference.com (الإنجليزية)